# Porzellandekor (Liste)
Die Liste Porzellandekor enthält Namen der Artikel, in denen Porzellandekore beschrieben werden.

Die Namen der Dekore sind Bezeichnungen der Porzellan-Manufakturen für ihre Produkte und sind meist kunsthistorischen Ursprungs.

Literaturangaben zu den Dekoren findet man in den angegebenen Artikeln.
| Dekor                             | Beschreibung | Herkunft | Bild             |
| Akanthus (Ornament)               | Akanthus (Endung latinisiert) oder Akanthos (altgriechisch ὁ ἄκανθος ho akanthos „der Dornige“) ist die archäologisch-kunsthistorische Bezeichnung für den Typus eines Ornaments, das die Gestalt der Blätter der gleichnamigen Pflanzengattung in stilisierter Form aufgreift. | in der Antike an Bauwerken verwendet (korinthische Kapitelle)                                                                                     |                  |
| Alter reicher gelber Löwe         | Der Dekor Alter Reicher Gelber Löwe (oder kurz Gelber Löwe) ist ein indisches Dekor in bunter Aufglasurmalerei auf Meißener Porzellan, der nach ostasiatischem Vorbild gestaltet wurde. Mit ihm wurde 1728 das erste für den sächsischen Hof hergestellte Tafelservice dekoriert. Die historische Bezeichnung des Dekors ist irreführend, denn der gelbe Löwe als eines der Hauptmotive ist eigentlich ein gelber schwarzgestreifter Tiger, der um einen abgebrochenen blauen Bambusstamm schleicht. | Manufaktur Meißen 1728 |                  |
| Ätzgoldimitation                  | Die Ätzgoldimitation ist eine häufige Dekorationsart von Porzellan. Sie ist eine Aufglasurdekoration und beruht auf Glanzgold. | Manufaktur Meißen 1827 | Ätzgoldimitation |
| Blaue Rispe nach Riemerschmid     | Blaue Rispe nach Riemerschmid wird ein zeitgenössischer, kobaltblauer Unterglasurdekor aus Meißener Porzellan genannt. | zwischen 1903 und 1905 von Richard Riemerschmid entworfener Jugendstildekor, Manufaktur Meißen                                                    |                  |
| Brandenstein-Relief               | Brandenstein-Reliefzierat ist ein plastischer Reliefdekor auf Geschirren, der eine bestimmte Form von Korb-Flechtwerk nachahmt. | von Johann Friedrich Eberlein und Johann Joachim Kändler für ein Tafelservice der Manufaktur Meißen entworfen. 1741                               |                  |
| Brühlsches Allerlei               | Das Brühlsche Allerlei ist ein Meißner Reliefdekor für ein Service des Grafen Heinrich von Brühl entwickelt wurde. | von Johann Friedrich Eberlein entwickelt, Manufaktur Meißen                                                                                       |                  |
| Camaieu                           | Camaieu [kamaˈjøː] ist ein Fachbegriff aus der Malerei und leitet sich vom französischen camaïeu gelegentlich auch peinture en camaïeu [pɛ̃ˈtyʁ ɑ̃ kamaˈjøː] (für Camaieu-Malerei oder gemalt im Stil einer Kamee bzw. gemalt wie eine Kamee) ab, einer speziellen monochromen Maltechnik. | Camaïeu-Malereien waren bereits im Altertum bekannt.                                                                                              |                  |
| Deutsche Blumen                   | Als Deutsche Blumen bezeichnet man eine Blumendarstellung auf Porzellan, die noch naturgetreuer wirkt als Holzschnittblumen. Wie diese wurden auch Deutsche Blumen nach botanischen Vorlagenwerken gemalt, dabei jedoch in freier und natürlicher wirkender Weise komponiert, weil sie leichter an die Geschirrform anzupassen waren. Diese Darstellungsweise war etwa ab den 1740er Jahren bis in die 1770er Jahre beliebt und wurde beispielsweise als Dekor beim Meißener Porzellan verwendet. Sie wird auch als „nach Berliner Art“ oder als „Alte Blumenmalerei“ bezeichnet. | Manufaktur Meißen 1740 |                  |
| Flora Danica                      | Flora Danica (lat. „Dänische Pflanzenwelt“) ist der Name eines von Georg Christian Oeder begonnenen botanischen Tafelwerks. Darauf basierend entstand bis 1802 das gleichnamige Porzellanservice von Königlich Kopenhagen. | von Georg Christian Oeder, Royal Copenhagen, 1802                                                                                                 |                  |
| Fond (Porzellan)                  | Fond in Zusammenhang mit Porzellan ist der Fachbegriff für die großflächige Hintergrund-Bemalung. | Erste Fonds gehen auf das Porzellan aus der Zeit der chinesischen Kaiser der Qing-Dynastie, Kangxi (1661–1722) und Yongzheng (1723–1735), zurück. |                  |
| Glanzgold                         | Glanzgold ist ein Edelmetallpräparat zur Dekoration von Glas und Porzellan. | Erfunden wurde Glanzgold 1827 durch Heinrich Gottlieb Kühn in der Manufaktur Meißen.                                                              |                  |
| Grisaille                         | Als Grisaille (französisch für Eintönigkeit, abgeleitet von französisch gris ‚grau‘) bezeichnet man eine Malerei, die ausschließlich in Grau, Weiß und Schwarz ausgeführt ist. | Grisaille ist eine Technik, die insbesondere in der mittelalterlichen Tafelmalerei verwendet wurde.                                               |                  |
| Holzschnittblumen                 | Als Holzschnittblumen bezeichnet man genaue Kopien von Kupferstichen und Aquarellen aus Büchern zur Botanik auf Porzellan. Die Blumen sind oft einzeln dargestellt, die botanischen Merkmale hervorgehoben und der Umriss hart gezeichnet. | 'Holzschnittblumen' tauchen ab 1730 auf, Manufaktur Meißen                                                                                        |                  |
| Indianische Blumen                | Als Indianische Blumen bezeichnete man eine Blumendarstellung auf Porzellan, zum Unterschied von Deutschen Blumen. Indianische Blumen wurden mangels besseren Wissens im 18. Jahrhundert phantasievoll gestaltete Blumen auf ostasiatischen Porzellanwaren in Form stilisierter Päonien, Granatäpfel u. ä. bezeichnet. | Manufaktur Meißen 1720 |                  |
| Indisch Blau                      | Indisch Blau ist der Name eines traditionellen Porzellandekors. Vorbild waren im 18. Jahrhundert Dekore chinesischen Porzellans. | China |                  |
| Kurland                           | Die Form geht zurück auf einen Auftrag von Peter Biron, Herzog von Kurland für ein Tafelservice im klassizistischen Stil. Das Service mit antiquer Kanthe, das im 19. Jahrhundert zu Ehren seines Auftraggebers in Kurland umbenannt wurde. Als Gestaltungsvorbild für das Relief mit antiken Tuchgehängen, Eierstäben und Perlrand diente englisches Silber. | entworfen von Modellmeister Johann Karl Friedrich Riese KPM Berlin um 1790                                                                        |                  |
| Marseille-Relief                  | Marseille-Reliefzierat ist ein beliebter Reliefdekor auf Meissener Porzellan. | Manufaktur Meißen 1743 und 1745 von Johann Joachim Kändler entworfen.                                                                             |                  |
| Ming-Drache                       | Ming-Drache wird ein beliebter Dekor auf Meißener Porzellan genannt. Er wird seit dem 18. Jahrhundert nach chinesischen Motiven gestaltet, wobei der Drache unter anderem übernatürliche Weisheit, den Geist der Veränderung, aber auch den Rhythmus der Natur und die Lehre vom Werden symbolisiert. | China 14. Jahrhundert |                  |
| Neuzierat                         | Reliefdekoration aus Rocaillen und Blattzweigen | Berliner Manufaktur 1764 von Friedrich Elias Meyer                                                                                                |                  |
| Ostfriesische Rose                | Bei der ostfriesischen Rose handelt es sich um eine eher abstrakt gemalte Rose, die das Porzellan des typisch ostfriesischen Teegeschirrs dekoriert. Erstmals soll dieses Muster in den Hochkarpaten aufgetaucht sein. Dieses Muster wurde dann von dem aus Thüringen stammenden Unternehmen Wallendorfer Porzellan als Vorlage zur Dekorierung des Teegeschirrs verwendet. | Thüringer Manufaktur, 18. Jahrhundert |                  |
| Ozier-Relief                      | Als Ozier-Relief (frz.: osier = Korb-Weide) wird ein sehr beliebter Meißner Reliefdekor des 18. Jahrhunderts genannt. Er ahmt ein einfaches, parallel zur Tellerfahne endlos durchlaufendes, kleinteiliges Weidengeflecht | 1733 von Johann Friedrich Eberlein Manufaktur Meißen                                                                                              |                  |
| Pâte sur Pâte                     | Pâte sur Pâte (franz., „Masse auf Masse“) ist ein in China erfundenes und in der zweiten Hälfte des 19. Jahrhunderts in den Porzellanmanufakturen von Sèvres, Berlin und Meißen eingeführtes Verfahren der Porzellan- und Steingutverzierung. Mit der auch als Schlickermalerei bezeichneten Methode werden weiße, glänzende und teilweise durchscheinende Reliefs in Form von Figuren und Ornamenten erzeugt, die sich vom eingefärbten Grund kameenartig abheben. Dazu wird dickflüssige, weiße Porzellanmasse Schicht für Schicht auf die Wand von Gefäßen oder auf Platten aufgetragen, deren Masse schon verglüht, aber noch porös ist. Beim Brand schmilzt die aufgetragene Masse, so dass der farbige Untergrund durchschimmert. | China |                  |
| Poliergold                        | Poliergold ist eine Art der Edelmetalldekoration des Porzellans, welches nach dem Dekorbrand poliert werden muss, soll es glänzen. Deswegen wird es unpoliert auch Mattgold genannt. Poliergold ist eine Aufglasurdekoration. | im Altertum bekannt |                  |
| Reliefzierat auch Berliner Muster | Reliefzierat ist die Bezeichnung für ein Dekor, bei dem das typische Element des friedrizianischen Rokokos als Relief nicht nur auf der Fahne (der breite Rand des Tellers), sondern auch im Spiegel (die Mitte des Tellers) verwendet wird. Es besteht aus sechs Rocaille-Kartuschen auf der Fahne und sechs dazwischen hervor- und in den Spiegel hineinragenden Reliefzwickeln. | Porzellan-Manufaktur Gotzkowsky, vor 1763, für ein Service für das Neue Palais verwendet                                                          |                  |
| Rocaille                          | Rocaille ist das kunstwissenschaftliche Fachwort für muschelförmige Ornamente. Häufig sind Verbindungen mit Blatt- und Rankendekorationen. Das Wort rocaille kommt aus dem Französischen und bedeutet „Muschelwerk“. Das Rokoko wird im Französischen auch style rocaille genannt. | Die ersten Rocaillen aus dem 16. Jahrhundert sind in den Grotten von Schlossanlagen der Renaissancezeit zu finden.                                |                  |
| Schwanenservice                   | Das für den sächsischen Premierminister Heinrich Graf von Brühl gefertigte Schwanenservice ist ein Hauptwerk der barocken Meißener Porzellankunst. | Manufaktur Meißen 1737 |                  |
| Seladon                           | Seladon, auch Seladon-Keramik und Celadon, ist ein nach seiner „seladongrünen“ (graugrünen) Glasur benanntes chinesisches Steinzeug des 9. bis 15. Jahrhunderts, das im Mittelalter vereinzelt auch nach Europa gelangte. Die älteste importierte Seladonschale befindet sich im Hessischen Landesmuseum in Kassel und befand sich etwa ab 1420 im Besitz der Grafen von Katzenelnbogen. Seladon-Keramik ist oft mit Reliefs verziert. | China 14. Jahrhundert |                  |
| Strohblumenmuster                 | Das Strohblumenmuster ist ein weit verbreitetes Unterglasurdekor. Durch seine Anpassungsfähigkeit erfreut es sich seit seiner Erfindung 1740 bis zum heutigen Tage großer Beliebtheit. Viele Varianten des Dekors finden sich auf Steingut und Porzellan. Verbunden hiermit sind zahlreiche Bezeichnungen wie etwa Blau Modell, Ilmenauer Strohblumenmuster, Strohblume, Strohmodell, Strohmuster, Strohhalmdekor, Berliner Blaumodell, Bürgerliches Zwiebelmuster, Sachsmuster, Blau Saks, Indisch Blau, Indischblau, Friesisch Blau, Bergisch Blau, Knoblauchmuster, Petersilienmuster oder Blau-Weiß. | Manufaktur Meißen 1740 |                  |
| Sulkowski-Ozier                   | Sulkowski-Ozier (frz.: osier = Korb-Weide) wird ein bestimmter Flechtmuster-Reliefdekor auf Meißener Porzellan genannt. Dabei wechselt das diagonale Flechtmuster schachbrettartig auf der Fahne, die von querliegenden Trennstäben segmentiert wird. Dieser Reliefdekor wurde für das erste große Tafelservice im Auftrag von Alexander Joseph von Sulkowski entwickelt, in dem alle Teile eine einheitliche Gestaltung erfahren hatten. Im 18. Jahrhundert war es sehr beliebt und wurde auch ordinair ozier genannt. | Manufaktur Meißen | Sulkowski-Ozier  |
| Voller grüner Weinkranz           | Voller grüner Weinkranz oder umgangssprachlich Weinlaub wird ein klassischer chromgrüner Unterglasurdekor des Meißner Porzellans genannt. Im Jahr 1817 wurde er von Johann Samuel Arnhold in Meißen entworfen. Der dichte Weinlaubkranz mit den dekorativ gruppierten Blättern wird nahezu unverändert bis heute produziert. | Manufaktur Meißen 1817 von Johann Samuel Arnhold                                                                                                  |                  |
| Vermicelli-Fond                   | Vermicelli-Fond ist ein Fachbegriff der Porzellanmalerei. Die Bezeichnung ist aus dem französischen vermiculaire für „wurmartig“ abgeleitet. Es handelt sich um eine Dekoroberfläche, die hauptsächlich als Hintergrund für Porträts verwendet wird. Sie besteht aus dichten, wurmartigen Linien. Es wurde in der in Porzellan-Manufaktur Sèvres um 1770 entwickelt und von anderen Manufakturen übernommen. | Porzellan-Manufaktur Sèvres um 1770 |                  |
| Weinlaub-Ranken                   | Weinlaub-Ranken sind ein Dekor in der Porzellanmalerei. Sie werden in einfarbiger Unterglasur-Maltechnik hergestellt. Als Farbe benutzte man Chromgrün, das 1814 erstmals in der Berliner Manufaktur verwendet wurde und danach von anderen Manufakturen übernommen wurde. | Berliner Manufaktur 1814 |                  |
| Zwiebelmuster                     | Das Zwiebelmuster wurde nach fernöstlichen Vorbildern entwickelt. Eines der ältesten Vorbilder ist das Blauweiß-Porzellan der frühen Ming-Zeit um 1420. | Manufaktur Meißen 1730 |                  |